# Седіні
Седіні (італ. Sedini, сард. Sèddini) — муніципалітет в Італії, у регіоні Сардинія,  провінція Сассарі.
Седіні розташоване на відстані близько 330 км на захід від Рима, 185 км на північ від Кальярі, 26 км на північний схід від Сассарі.
Населення — 1345 осіб (2014).
Щорічний фестиваль відбувається 30 листопада. Покровитель — Андрій Первозваний.

## Демографія
Населення за роками:

Станом на 1 січня 2023 року в муніципалітеті офіційно проживав 21 іноземець з 5 країн, серед них 20 громадян країн Євросоюзу.

## Сусідні муніципалітети
- Бульці
- Кастельсардо
- Лаерру
- Нульві
- Санта-Марія-Когінас
- Тергу
- Валледорія